# Metáforas de béisbol para el sexo

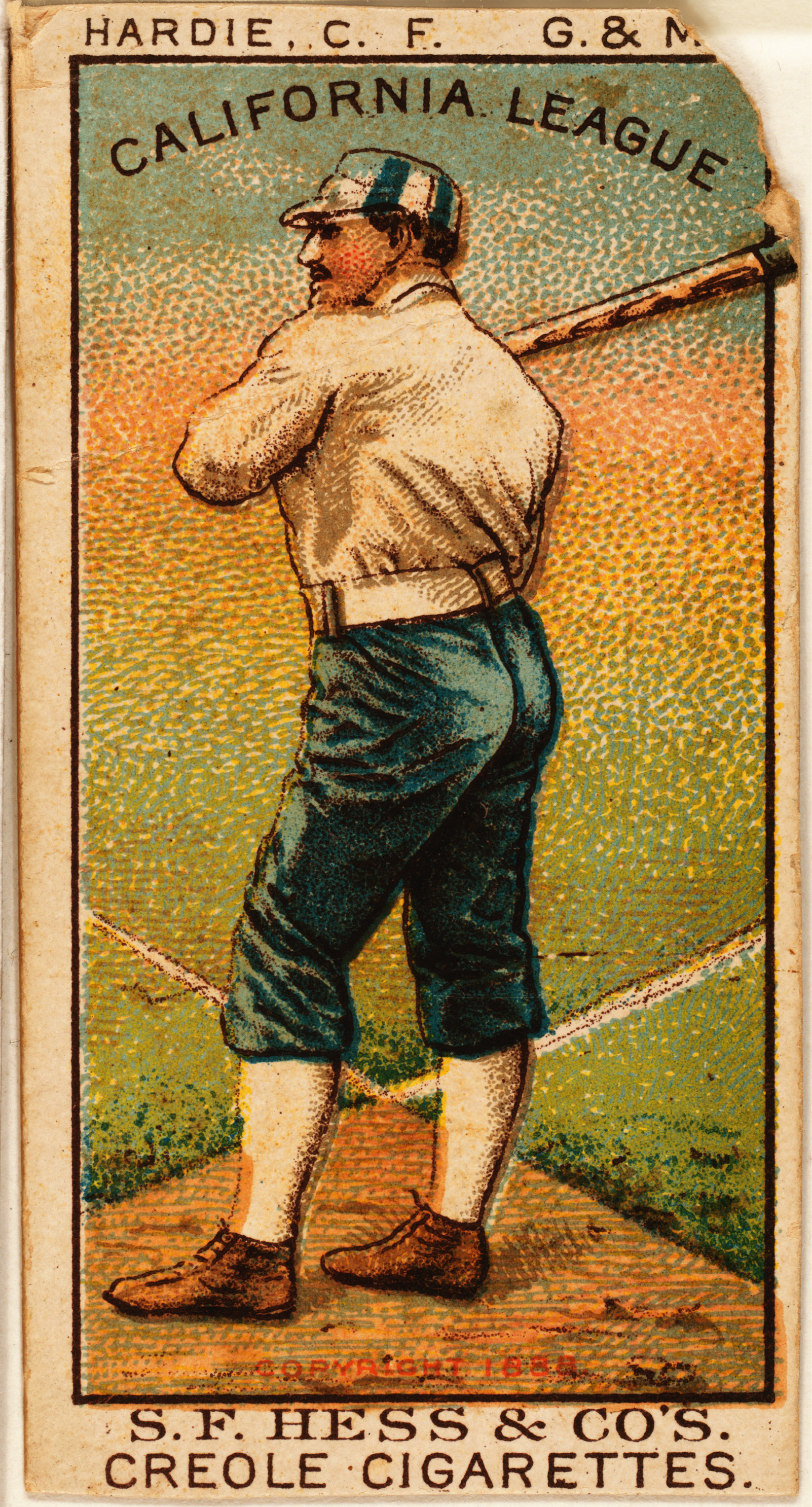
Jugador de béisbol

En la cultura adolescente estadounidense, el béisbol es a menudo utilizado como una metáfora o eufemismo para el grado de intimidad sexual logrado en los encuentros o relaciones íntimas. En la metáfora, que prevalece luego de la Segunda Guerra Mundial, las actividades sexuales se describen como si fueran acciones en un partido de béisbol.
Aunque los detalles varían, una descripción generalmente aceptada de lo que cada base representa es la siguiente:
- Primera base: designa un beso amoroso generalmente con la introducción de la lengua en la boca de la pareja ( beso francés en inglés).
- Segunda base: se refiere a las caricias y al contacto (a través de la ropa o no) con las partes íntimas (faje) .
- Tercera base:  la estimulación manual u oral de los genitales.
- Cuarta base (Home Run): el acto sexual con penetración.

Además,
- Strikeout (Ponche): Fracasar a la hora de llevar a cabo juegos previos u otra actividad sexual.

Además, hay dos metáforas utilizadas para referirse a hombres que tienen sexo con hombres:
- Pitching (Lanzar): El hombre que "da" en el sexo anal.
- Catching (Recibir): El hombre que "recibe" en el sexo anal.

## En la cultura popular
- En la primera parte («Paraíso») de la canción de Meat Loaf «Paradise by the Dashboard Light», se describe a una joven pareja haciendo el amor con un comentario en off del veterano locutor de béisbol Phil Rizzuto, de los Yanquis de Nueva York, de una parte de un partido de béisbol como una metáfora de las actividades de la pareja.[5]
- El comediante político Stephen Colbert menciona una alternativa, las «bases de abstinencia», en su libro Yo soy América (y tú también puedes!).
- La historieta web xkcd cuenta con un cómic titulado «Sistema de bases», con una representación más amplia de diversos actos íntimos, donde se encuentran con respecto a un diamante de béisbol.[6]
- En Comedy Central el comediante Wayne Federman escribió e interpretó una versión personal porque no estaba tan avanzado como los demás en la escuela secundaria. Por ejemplo: Besar a una chica: jonrón. Tocar: ganar el campeonato. Recorrido completo: ganar la Serie Mundial. Masturbación: practicar con su propio equipo.
- En la novela de John Green Buscando a Alaska, Alaska describe el sistema de base como « beso francés, tocarse, 'dedos', follar» (French, Feel, Fingers, Fuck).[7]
- En un episodio de la serie de comedia The Big Bang Theory, Bernadette le pregunta a Howard, dónde llegará su relación después de su tercera cita. Howard quiere que vaya por lo menos hasta la segunda base. Más tarde se reveló en otro episodio que Bernadette no entiende la metáfora ya que para ella hay demasiadas bases. Esto se descubre cuando Howard le dice a Leonard que llegó a la octava base de Bernadette. Leonard le pregunta qué es la base octava, y él responde: «La séptima base, con la camisa quitada... Bueno, mi camisa.»[cita requerida]
- En la película de comedia American Pie (1999), Jim Levenstein pregunta a sus amigos cómo es estar en la tercera base. Ellos le responden que es como una tarta de manzana caliente, lo que lleva a Jim a experimentarlo por sí mismo.
- En la película White House Down (2013), Jenna (interpretada por la actriz Jackie Geary) le pide a Cale (interpretado por Channing Tatum) una cena romántica y que este prometa intentar llegar a segunda base, con tal de que esta le consiga una entrevista de trabajo con el servicio secreto del presidente.
- En la canción Big Fun del musical Heathers, (versión off-broadway) Verónica se refiere a una pareja en la fiesta con la frase "creo que a eso lo llaman tercera base".